# 天主教德爾納宗座代牧區
天主教德爾納宗座代牧區（拉丁語：Vicariatus Apostolicus Dernensis）是利比亞一個羅馬天主教宗座代牧區，直屬教廷。
代牧區成立於1939年6月22日。1966年有教友500人（佔轄區總人口0.5%）、三個堂區、四名司鐸。目前宗座代牧席位懸空。